# Pieter De Buysser
Pieter De Buysser (Kapellen, 3 november 1972) is theatermaker en schrijver. Hij studeerde filosofie aan de Universiteit van Antwerpen en in Paris-8 Vincennes Saint-Denis, waar hij leerling was van Jacques Rancière en Alain Badiou. Sindsdien schrijft hij fictie, non-fictie en theater en brengt hij zijn eigen teksten op scène. De Buysser werkt rond de spanning tussen kunst en politiek.

## Theater
Tijdens zijn studies maakte hij onder de vleugels van Theatergroep Hollandia samen met Benjamin Verdonck Wat ik zou willen zijn als ik niet was wie ik ben. Hoofdstuk 1: Een Sint-Bernardshond. Kunstencentrum de Monty in Antwerpen produceerde zijn eerste stukken De zoete kaan, een toneelgedicht in een vorig en een voorlopig bedrijf, gevolgd door De maten van het mogelijke. In 1999 richtte hij toneelgezelschap Lampe op. Van 2006 tot 2009 was hij artist in residence in de Brusselse Beursschouwburg. In zijn laatste jaar daar maakte hij samen met de Canadese schrijver en performer Jacob Wren An anthology of optimism. Sinds 2012 speelt hij zijn monologen Book Burning en Landschap met springwegen in theaters in België en Europa. Book Burning, een samenwerking met beeldend kunstenaar Hans Op de Beeck, werd geselecteerd voor het Vlaams Theaterfestival 2013.
In de zomer van 2015 richtte hij samen met theatermaker Thomas Bellinck ROBIN op, een in Brussel gebaseerde productiestructuur die hun artistieke werk produceert. 
Binnen ROBIN creëerde Pieter de voorstellingen The After Party (2017), een voorstelling gespeeld door Christelle Cornil en Vladimir Javorsky, over de nalatenschap van Václav Havel voor het Europa van vandaag, The Tip of the Tongue (2017), een kosmologische vertelling voor planetaria, en Le Rire des Moineaux (2017), een monoloog voor de Franse actrice Thalia Otmanetelba.
Pieter De Buyssers theaterstukken stonden in het Kunstenfestivaldesarts, Kaaitheater, Berliner Festspiele, Taipei Arts Festival, Wiesbaden Biennale, New plays from Europe, Dublin Theatre Festival, Melbourne Festival, Baltoscandal Estland, Théâtre de la Bastille Parijs, Fondation Cartier Parijs, HAU Berlijn ea.
Zijn stukken worden vertaald en opgevoerd in het Frans, Engels, Pools, Duits en Italiaans. In 2003 was hij de eerste Vlaming die werd opgenomen in het fonds van de Duitse toneeluitgeverij Henschel Schauspiel Verlag. Nadien volgde L'Arche in Frankrijk en Oberon en Rosica Collin in Groot-Brittannië. Sinds september 2015 worden al zijn stukken vertegenwoordigd door Agentur Kroll in Berlijn.

### Korte stukken
- 1992 - Het kan vriezen en het kan dooien, samen met Benjamin Verdonck
- 1993 - Othello, de koffiepot, met Liesbet Swings, Adriaan Van Den Hoof, Dimitri Leue
- 1993 - Een kleine remedie tegen het vallen, CC Merksem, voor Honger en Dorst producties
- 1993 - Het lekt, openingsrede voor de viering van 50 jaar Verenigde Naties, in Alden Biezen
- 1996 - De Sapponax, voor de drie versies van de voorstelling Wat ik zou willen zijn als ik niet was wat ik ben, Voor Hollandia, Monty, Benjamin Verdonck en Think of One. Begeleiding: Johan Simons.
- 1997 - Honderd redenen om revolutie te verplegen, een dramatisch poeti-politicologisch aftelzwijntje, voor Honger en Dorst, CC De Kern, en Time-festival ’98 Gent
- 1998 - Het bestookte kerselaarlied, voor Monty, opgenomen in de voorstelling “De Hydra” van Benjamin Verdonck
- Let’s talk about liberty, l’amour tombée du ciel, Voor Théâtre Balsamine, Brussel
- 2002 - « O » Artaud, Joyce en de houtworm, première in de Vooruit in Gent tijdens festival B-visible
- 2004 - Nachtzon, in Monty, later te gast bij toneelspelersgezelschap De Roovers tijdens hun “Vrucht van hun arbeid”- programma in KVS.
- 2005 - Een zonnige verschrikking, voor colloquium “het tragische in de 21ste eeuw, UA en universiteit Tilburg, publicatie in Etcetera.
- 2006 - De vuurweg, Fire away, productie De Vooruit en Siemens Art Program “Say it now”
- 2006 - Trotski en de ijsbijl, voor Ntgent, Brandhaarden
- 2007 - Andy en de ekster, voor Beursschouwburg, uitzending op radio Klara
- 2009 - Lof der speculatie, spijt, spasmen en psalmen in uw kansberekening, in Etcetera
- Ge had daar af moeten blijven, De Roovers, Etcetera
- M. en de religieuze symbolen, een kleine groteske over een gemiddelde man opgenomen in de grotere emancipatieprocessen. Frascati, Amsterdam

### Lange stukken
- De Zoete Kaan, een toneelgedicht in een vorig en een voorlopig bedrijf (Monty, 1999 & Sampol, 2000).
- 1999 - De maten van het mogelijke, eerste voorstelling van Lampe, met Dimitri Leue, Stan Milbou, Benjamin Verdonck, Wouter Hendrickx, Sofie Sente en Elsemieke Scholte.
- 2000 - Een kleine doortocht buiten verdenking, Lampe en Monty, toneelgedicht
- 2001 - Het Litteken Lip, eigen regie met Adriaan Van den Hoof, Wouter Hendrickx en Geert Van Rampelberg; hernomen door het Toneelhuis in 2010.
- 2001 - Lotus Drive, Vlaams Drama, eigen regie met Chloë Dujardin, Jean-Baptiste Lefebvre en Lise Solar.
- 2002 - De vader en het hert, voor Dito Dito, festival Oktobre/October, Beursschouwburg
- 2003 - Aangesproken de as en de boter, met de KVS/de Bottelarij, productie van Lampe, eigen regie met Sien Eggers, Tine Embrechts en een kind.
- 2003 - Het onthaal van Ismael Stamp, productie Dito Dito & Beursschouwburg, regie van Willy Thomas, met Jamal Boukhris
- 2005 - The Welcoming of Ishmael Stamp, eigen regie met Calvin McBride. Speelt 15 keer in Friends of The Italain Opera in Berlijn.
- 2003 - Stranden, Nieuwpoorttheater en Lampe met Benjamin Verdonck en Sarah De Bosschere (Freespace Nieuwzuid, 2004).
- 2004 - Eekhoornbrood, met Sien Eggers en Kadi Abdelmalerk, coproductie Nieuwpoorttheater (DWB, 2004).
- 2004 - Het groeien van de bomen, toneelstuk, libretto voor Het muziek Lod, Lille 2004, théâtre de la Place. Regie: Dominique Roodhooft
- 2005 - A volonté, De Queeste, regie Christophe Aussems.
- 2005 - Robinson, de vouw en de neger, bewerking van de gelijknamige roman van J.M. Coetzee, NTGent en Munchener Kammerspiel, regie Johan Simons.
- 2007 - Glanzen, Lampe, met Sien Eggers en Peter Van den Eede.
- 2008 - Dood en ontwaken, productie Walpurgis
- 2008 - Isaac and all the things he doesn’t understand, productie Lampe, De Beursschouwburg
- 2009 - Judaspassie, Muziek Lod, De Singel, regie: Inne Goris, muziek: Dominique Pauwels
- 2009 - An anthology of optimism, lecture performance met Jacob Wren
- 2009 - Nachtevening, productie LOD/zeven, regie Inne Goris
- 2010 - Metselvariaties voor beginners, After the Fall/ Goethe Instituut en Studium Generale Gent
- 2010 - MUUR, Kunstenfestivaldesarts/LOD/Beursschouwburg, regie: Inne Goris
- 2011 - De ongelooflijke veranderingen van meneer Afzal. (over zijn glazen been wordt niet gesproken) feuilleton op radio Klara, dagelijks in Babel
- 2012 - Book Burning, i.s.m. Hans Op de Beeck, monoloog, première Kunstenfestivaldesarts
- 2013 - In praise of speculation, lectuurperformance, in Campo, Kaaitheater, Oldenburg Stadtheater, en in juli op Berliner Festspiele
- 2013 - The myth of the great transition, productie Kaaitheater, Imagine 2020
- 2014 - Landschap met springwegen, monoloog, première Kunstenfestivaldesarts
- 2015 - Immerwhar, met Maike Lond, première Kunstenfestivaldesarts[1][7]

## Kortfilms
- De Intrede (bekroond op internationale filmfestivals)
- Solar (uitgezonden op Canvas[1])
- The Ambassador
- You know you're right

## Publicaties en lezingen
- Hinderlijke herinneringen, gesprek met Henk Byls (Montyplan, november 1997)
- Quatre mouvements vers Julio Cortazar, lezing over Julio Cortazar in de Fondation Argentine, Cité Universitaire Paris, gepubliceerd in La Casa Argentina in Paris , édition bilingue, de Ministero de Cultura y Educacion de la Nacion Argentina, 1998
- Het zeggen ontzegd in de essaybundel "De Militanten van de limiet", over censuur en vrije meningsuiting (Van Halewyck, 2000).
- Het theater zoals het me droomt, lezing op het theaterfestival 2000
- Boekreview over Charlotte Mutsaers’ "Zeepijn" (Yang, 2000)
- De brand in de takkenbossen, over "Zeepijn" van Charlotte Mutsaers (Woord en Muziek, 2000)
- Het verval van de representatie, lezing op colloquium over hedendaags drama op het Theaterfestival (2001)
- Over het theater van de ongrond, in het nummer "Resonanties" van Dietsche Warande en Belfort (oktober 2001)
- O (Yang, 2001)
- Boekreview over hulp van Bart Meuleman (Yang, 2001)
- Goodbye Stranger, lezing voor Villanella/De Singel op Cluster (2003)
- Een ongehouden wonde, een open belofte (Yang, 2004)
- Het 'buiten' verbeelden, dialoog met Marianne Van Kerckhoven (Etcetera, 2004)
- Knossos (rekto:verso, 2005)
- De laatste tragedie, en dan een zonnige verschrikking, publicatie in Documenta en in vertaling in “Nouvelle perspectives sur la tragédie au 21ième siècle” Presse universitaire de Paris-Nanterre.
- Varkens, pluralisme en een andere ark (nY, 2009)
- De laatste optimist (nY, 2010)
- De tong (rekto:verso, 2014)
- Muneeb, in NY
- Het feest van Cartografen, in het boek “The time we share” (Mercatorfonds, 20 jaar KFDA, 2015)

## Prijzen en beurzen
- Emile Zola-prijs '98 voor Tijdpraktijken, een aangeklede rede, gespeeld op De Dagen en de Revolutiespektakels, gepubliceerd in het tijdschrift Samenleving en Politiek
- Laureaat van de Belgische Stichting Roeping
- Laureaat van de Stichting Spes
- Ontwikkelingsbeurs Vlaamse Gemeenschap, podiumkunsten
- Werkbeurs Vlaams Fonds Voor de Letteren, drama, 2004, 2005, 2006, 2007, 2008, 2010, 2011, 2012, 2013, 2014 en 2015
- Peter Hvizd Award best international debut (voor de kortfilm De Intrede, op het filmfestival van Brno, Tsjechië)
- Aprile special mention (voor de kortfilm De Intrede, op het filmfestival van Milaan)
- Aleph award, (voor De Intrede, op het Magma-festival Sicilië)
- Nominatie Media 21 price (voor De Intrede, Frankfurt)
- Nominatie Vlaamse Cultuurprijs voor Podiumkunsten 2004
- Festival van Avignon 2005: Lezing Het Litteken Lip, La lèvre la ballafre
- “New Plays From Europe” 2006, Eekhoornbrood
- “La Mousson d’été” 2006, L’accueil d’Ismael Stamp
- Trofee Dwarse Denker 2011
- Marie Kleine-Gartman Pen 2012[7]